# Cazes-Mondenard
Cazes-Mondenard is een gemeente in het Franse departement Tarn-et-Garonne (regio Occitanie) en telt 1237 inwoners (1999). De plaats maakt deel uit van het arrondissement Castelsarrasin.

## Geografie
De oppervlakte van Cazes-Mondenard bedraagt 59,4 km², de bevolkingsdichtheid is 20,8 inwoners per km².
De onderstaande kaart toont de ligging van Cazes-Mondenard met de belangrijkste infrastructuur en aangrenzende gemeenten.

## Demografie
Onderstaande figuur toont het verloop van het inwonertal (bron: INSEE-tellingen).